# 9-1-1 (телесеріал)
«9-1-1» — американський процедуральний драматичний телесеріал, створений Раяном Мерфі, Бредом Фальчуком та Тімом Мінеаром. Прем'єра серіалу відбулася на телеканалі Fox, а наразі він транслюється на ABC.
Серіал розповідає про напружене професійне та особисте життя рятувальників Лос-Анджелеса: поліціянтів, парамедиків, пожежників і диспетчерів служби порятунку, які ризикують усім, аби захистити та врятувати тих, хто опинився в небезпеці.
У головних ролях — Анджела Бассетт, Пітер Краузе, Олівер Старк, Дженніфер Лав Г'юїтт, Раян Гузман, Аїша Гайндс, Кеннет Чой та Ґевін МакГ'ю. «9-1-1» — спільне виробництво компаній Reamworks, Brad Falchuk Teley-Vision та Ryan Murphy Television у співпраці з 20th Television. Перші шість сезонів транслювалися на Fox, після чого з сьомого сезону серіал перейшов на ABC.
Прем'єра серіалу відбулася 3 січня 2018 року. 16 січня 2019 року стало відомо про подовження серіалу на другий сезон; 25 березня 2019 року — на третій сезон. У квітні 2020 року серіал продовжено на четвертий сезон. 17 травня 2021 року телеканал FOX продовжив телесеріал на п'ятий сезон, прем'єра сезону відбулася 20 вересня 2021 року. У травні 2022 року серіал продовжено на шостий сезон, прем'єра якого відбулася 19 вересня 2022 року. У травні 2023 року телесеріал закрито на каналі Fox, але продовжено на ABC. У квітні 2024 телесеріал продовжено на восьмий сезон, і прем'єра відбулася 14 березня 2024 року. Через страйк Гільдії сценаристів США 2023 року прем'єру сезону відкладено, а сам сезон скорочено до 10 епізодів. 2 квітня 2024 року ABC продовжив серіал на восьмий сезон, прем'єра якого відбулася 26 вересня 2024 року. 3 квітня 2025 року серіал продовжено на дев'ятий сезон.
У травні 2019 року FOX оголосив про спіноф серіалу під назвою «9-1-1: Самотня зірка», в якому зіграв Роб Лоу, прем'єра якого відбулася 19 січня 2020 року під час телевізійного сезону 2019–20 років. Спіноф закрито після 5 сезонів у 2025 році.

## Сюжет
Серіал розповідає про захопливе професійне й особисте життя рятувальників Лос-Анджелеса. Від сержантів пожежників до диспетчерів, які люди щодня ризикують життям заради порятунку інших.

## Актори та персонажі

### Основний склад
| Персонаж                                                   | Актор                | Сезон      | Сезон    | Сезон    | Сезон    | Сезон    | Сезон    | Сезон    | Сезон    |
| Персонаж                                                   | Актор                | 1          | 2        | 3        | 4        | 5        | 6        | 7        | 8        |
| ---------------------------------------------------------- | -------------------- | ---------- | -------- | -------- | -------- | -------- | -------- | -------- | -------- |
| Афіна Картер Ґрант патрульна сержант поліції Лос-Анджелеса | Анджела Бассетт      | Основний   | Основний | Основний | Основний | Основний | Основний | Основний | Основний |
| Роберт «Боббі» Неш капітан Станції № 118 в Лос-Анджелесі   | Пітер Краузе         | Основний   | Основний | Основний | Основний | Основний | Основний | Основний | Основний |
| Еван «Бак» Баклі пожежник                                  | Олівер Старк         | Основний   | Основний | Основний | Основний | Основний | Основний | Основний | Основний |
| Генріетта «Ґен» Вілсон пожежник-фельдшер                   | Аїша Гайндс          | Основний   | Основний | Основний | Основний | Основний | Основний | Основний | Основний |
| Говард «Гоуі» / «Чиммі» Ган пожежник-фельдшер              | Кеннет Чой           | Основний   | Основний | Основний | Основний | Основний | Основний | Основний | Основний |
| Майкл Ґрант колишній чоловік Афіни                         | Рокмонд Данбар       | Основний   | Основний | Основний | Основний | Основний |          |          |          |
| Ебігайль «Еббі» Кларк оператор служби 911                  | Конні Бріттон        | Основний   |          | Гість    |          |          |          |          |          |
| Мей Ґрант донька Афіни та Майкла Ґрант                     | Корін Массі          | Другорядна | Основний | Основний | Основний | Основний | Основний | Гість    | Гість    |
| Гаррі Ґрант син Афіни та Майкла Ґрант                      | Марканзоні Джон Рейс | Другорядна | Основний | Основний | Основний | Основний | Гість    |          |          |
| Гаррі Ґрант син Афіни та Майкла Ґрант                      | Елайджа М. Купер     |            |          |          |          |          |          | Гість    | Гість    |
| Медді Баклі Кендалл операторка служби 911, сестра Бака     | Дженніфер Лав Г'юїтт |            | Основний | Основний | Основний | Основний | Основний | Основний | Основний |
| Едмундо «Едді» Діаз пожежник                               | Раян Гузман          |            | Основний | Основний | Основний | Основний | Основний | Основний | Основний |

### Другорядні персонажі
- Трейсі Томс - Карен Вілсон, дружина Генрієтти
- Маріет Хартлі - Патрісія Кларк, мати Еббі (сезон 1)
- Гевін Стенхаус - священик[18]
- Коко Браун — Карла Прайс, медсестра матері Еббі[19]
- Еббі Браммелл — Єва Матіс, колишня дівчина Генрієтти[20]
- Дебра Крістофферсон — Сью Блевінс, керівник телефонного центру служби 911
- Клаудія Крістіан — капітан Мейнард, керівниця Афіни
- Рейчел Бритаг — Тетяна, колишня дівчина Чиммі[19]
- Брайан Сафі — Джош Руссо, оператор служби 911 (сезон 2)
- Ґевін МакХью — Крістофер Діаз, син Едді (сезон 2)
- Девін Келлі — Шеннон Діаз, дружина Едді і мати Крістофера (сезон 2)
- Дженніфер Аспен — Лорейн, шахрайка зі страховими виплатами та крадіка з веранд.
- Алекс Лойнас — Террі Флорес,[21] оператор служби 911
- Меган Вест -Тейлор Келлі, тележурналіст (сезон 2)
- Тіффані Дюпон — Алі (сезон 2)
- Деклан Пратт — Денні Вілсон, син Карен та Генрієтти
- Брайан Галлісей — Даг Кендалл / Джейсон Бейлі, чоловік Медді (сезон 2)

### Запрошені актори

#### Сезон 1
- Джон Маршалл Джонс — Дейв Морріссі
- Даг Севант — Метью Кларк, брат Еббі
- Джей Сі Гонзалес — Кайл
- Дженнея Волтон — Лейла Кріді
- Тодд Вільямс — Аарон Брукс, колишній коханець Афіни
- Волі Паркс — Гленн, хлопець Майкла
- Хезер Мазур — Бет Кларк, невістка Еббі
- Лаура Аллен — Марсі Неш, покійна дружина Боббі
- Ноель Паркер — Брук Неш, покійна донька Боббі
- Лондон Чешир — Роберт Неш мол., покійний син Боббі
- Бріель Барбаска — Купер
- Джозефін Лоуренс — Джорджина

#### Сезон 2
- Ерік Неннінгер — Брайан
- Алі Хілліс — Джен
- Т. Дж. Ліннард — Русс
- Ромі Діаз — Шеф Міранда Вільямс
- Чікіта Фуллер — Лінда
- Крістін Естабрук — Глорія, колишня операторка служби 911
- Ромі Роузмонт — Лола
- Деніел Робук — Норман
- Реджі Остін — Гленн, хлопець Майкла
- Луїс Ферріньо мол. — Томмі Кінард
- Брайан Томпсон — Капітан Вінсент Джеррард
- Рей Дон Чонг — Стейсі Муллінс
- Джино Ентоні Песі — Сел Делука
- Вайлі М. Пікетт — Капітан Кукс

## Епізоди
| Сезон | Епізоди | Епізоди | Оригінальний показ | Оригінальний показ | Оригінальний показ | Ранг           | Глядачі (млн)  |
| Сезон | Епізоди | Епізоди | Перший показ       | Останній показ     | Мережа             | Ранг           | Глядачі (млн)  |
| ----- | ------- | ------- | ------------------ | ------------------ | ------------------ | -------------- | -------------- |
| 1     | 10      | 10      | 3 січня 2018       | 21 березня 2018    | Fox                | 21             | 10,74          |
| 2     | 18      | 18      | 23 вересня 2018    | 13 травня 2019     | Fox                | 28             | 9.86           |
| 3     | 18      | 18      | 23 вересня 2019    | 11 травня 2020     | Fox                | 15             | 10.42          |
| 4     | 14      | 14      | 18 січня 2021      | 24 травня 2021     | Fox                | 11             | 9.62           |
| 5     | 18      | 18      | 20 вересня 2021    | 16 травня 2022     | Fox                | 18             | 8.12           |
| 6     | 18      | 18      | 19 вересня 2022    | 15 травня 2023     | Fox                | 19             | 7.12           |
| 7     | 10      | 10      | 14 березня 2024    | 30 травня 2024     | ABC                | 22             | 6.67           |
| 8     | 18      | 18      | 26 вересня 2024    | 15 травня 2025     | ABC                | Буде оголошено | Буде оголошено |

## Виробництво

### Розробка
Серіал виробляється студією 20th Television, а виконавчими продюсерами виступають Мерфі, Фальчук, Мінеар та Бредлі Бюккер, а також актори Анджела Бассетт і Пітер Краузе. Майнір також виконує роль шоураннера, а Бюккер зрежисував першу серію. 16 січня 2018 року телеканал Fox продовжив серіал на другий сезон з вісімнадцяти епізодів. Прем'єра другого сезону відбулася зі спеціальним епізодом у неділю, 23 вересня 2018 року, о 20:00 за східним часом; другий епізод вийшов у звичному часовому слоті — понеділок, 24 вересня 2018 року, о 21:00. 25 березня 2019 року Fox продовжив серіал на третій сезон, прем'єра якого відбулася 23 вересня 2019 року. 13 квітня 2020 року Fox оголосив про продовження серіалу на четвертий сезон, який стартував 18 січня 2021 року. 17 травня 2021 року серіал отримав п'ятий сезон, прем'єра якого відбулася 20 вересня 2021 року. 16 травня 2022 року Fox продовжив серіал на шостий сезон, що вийшов 19 вересня 2022 року.
1 травня 2023 року Fox скасував серіал, але його було відновлено для сьомого сезону на телеканалі ABC. Прем'єра сьомого сезону відбулася 14 березня 2024 року. 2 квітня 2024 року ABC продовжив серіал на восьмий сезон, який вийшов 26 вересня 2024 року. 3 квітня 2025 року ABC офіційно оголосив про продовження серіалу на дев'ятий сезон.

### Акторський склад
У жовтні 2017 року Конні Бріттон, Анджела Бассетт і Пітер Краузе приєдналися до основного акторського складу. Пізніше того ж місяця було оголошено, що Олівер Старк, Аїша Гайндс, Кеннет Чой і Рокмонд Данбар отримали постійні ролі.
14 травня 2018 року стало відомо, що Дженніфер Лав Г'юїтт приєднається до основного складу у другому сезоні в ролі Медді Баклі, сестри Бака, замінивши персонажку Конні Бріттон — Еббі Кларк. 23 травня 2018 року телеканал Fox повідомив, що Раян Гузман приєднається до другого сезону серіалу в ролі нового пожежника Едді Діаса. 4 червня 2018 року було оголошено, що Корін Массая та Маркантоні Джон Рейс, які грали Мей і Гаррі Ґранта у першому сезоні, підвищені з повторюваних до регулярних ролей у другому сезоні. Ґевін МакГ'ю, який грає сина Едді — Крістофера, став постійним актором третього сезону після повторюваної ролі у другому.
Конні Бріттон повернулася в фіналі третього сезону в якості спеціальної гостьової зірки, знову виконавши роль Еббі Кларк. У п'ятому сезоні Рокмонд Данбар залишив серіал через обов'язкову вимогу вакцинації від COVID-19, запроваджену 20th Television, після того, як його прохання про медичне та релігійне звільнення відхилено. У лютому 2022 року Арієль Кеббел приєдналася до акторського складу у повторюваній ролі в тому ж сезоні.

## Синдикація
Повтори серіалу почали транслюватися на телеканалі USA Network з 5 січня 2022 року, а на We TV — з 4 вересня 2023 року.

## Рецепція

### Відгук критиків
На сайті Rotten Tomatoes перший сезон має рейтинг схвалення 70 % на основі 33 рецензій, із середньою оцінкою 5.9 із 10. Критичний консенсус сайту звучить так: «9-1-1» часом скочується в мелодраму, але його рятує зірковий акторський склад, адреналінові сцени дій і щіпка відвертого кічу, що робить шоу захопливою винною насолодою". Metacritic, який використовує зважене середнє, дав першому сезону 60 балів зі 100 на основі 21 рецензії критиків, що вказує на «змішані або середні відгуки».
Емі Аматанджело з Paste високо оцінила зображення катастроф у серіалі та сцени дій, похвалила гру Анджели Бассетт та її сюжетну лінію, а також відзначила розвиток персонажів і їхні стосунки. Стів Ґрін з IndieWire назвав «9-1-1» ідеальним хітом, зазначивши, що шоу вміло поєднує реалістичність і емоційність у діалогах та взаєминах між персонажами, похвалив сцени з різноманітними катастрофами та гру акторів. Деніел Фінберґ з Голлівуд-репортер назвав серіал типовою, але якісною процедурною драмою, порівнявши його з франшизою Чикаго, похвалив акторський склад і схарактеризував персонажів як гідних.
Сузі Фі з Файненшл таймс оцінила перший сезон у 4 з 5 зірок, назвавши його напруженим і динамічним драматичним серіалом завдяки викликам служби порятунку. Вона також зазначила, що 9-1-1 має потенціал стати класикою «героїчного жанру». Мелісса Камачо з Common Sense Media поставила першому сезону 3 з 5 зірок, похваливши позитивні меседжі та рольові моделі, підкресливши, як серіал показує складність, травматичність, але й особисте задоволення від роботи рятувальника, назвавши шоу в цілому добротним.
На Rotten Tomatoes другий сезон отримав 100 % схвалення на основі 7 рецензій із середньою оцінкою 7.8 із 10. Браян Ґрабб з Uproxx заявив, що другий сезон серіалу виявився більш амбітним, ніж перший, похвалив сцени катастроф і дій, а також акторську гру та розвиток персонажів.
Третій сезон на Rotten Tomatoes має рейтинг схвалення 75 % на основі 8 рецензій із середнім балом 6.5 із 10.

### Рейтинги
Фінал сьомого сезону 9-1-1 зібрав майже 10 мільйонів глядачів протягом тижня після прем'єри, залучивши загалом 9,59 мільйона переглядів і рейтинг 2.05 серед дорослих віком 18–49 років за сім днів перегляду на ABC, Hulu та цифрових платформах. Це стало найкращим мультиплатформеним показником переглядів для серіалу з квітня і зробило його найрейтинговішою драмою ефірного телебачення серед дорослих 18–49 років у сезоні з середнім рейтингом «live+7» — 0.83. Щодо перегляду лише на ABC, фінал набрав 6.91 мільйона глядачів, що на 33 % більше за «live+same day» аудиторію в 5.20 мільйона, а рейтинг склав 0.90 — це на 48 % більше, ніж початковий показник 0.61. Восьмий сезон продемонстрував значне зростання аудиторії: прем'єра залучила 9.8 мільйона глядачів за тиждень мультиплатформеного перегляду — на 106 % більше, ніж аудиторія в день виходу (4.8 млн). Епізод також мав приріст у майже 20 % порівняно з аудиторією за три дні (8.27 млн). У демографічній групі 18–49 прем'єра досягла рейтингу 1.95 — це на 359 % більше від показника в день виходу (0.42).
| Сезон | Таймслот (ET)   | Мережа | Епізодів | Перший ефір     | Перший ефір        | Останній ефір   | Останній ефір      | Телесезон | Глядачість ранг | Середнє глядачів (мільйони) | 18–49 ранг | Середнє. 18–49 рейтинг |
| Сезон | Таймслот (ET)   | Мережа | Епізодів | Дата            | Глядачі (мільйони) | Дата            | Глядачі (мільйони) | Телесезон | Глядачість ранг | Середнє глядачів (мільйони) | 18–49 ранг | Середнє. 18–49 рейтинг |
| ----- | --------------- | ------ | -------- | --------------- | ------------------ | --------------- | ------------------ | --------- | --------------- | --------------------------- | ---------- | ---------------------- |
| 1     | Середа 21:00    | Fox    | 10       | 3 січня 2018    | 6.83               | 21 березня 2018 | 6.63               | 2017–18   | 21              | 10.75                       | 13         | 3.0                    |
| 2     | Понеділок 21:00 | Fox    | 18       | 23 вересня 2018 | 9.83               | 13 травня 2019  | 6.44               | 2018–19   | 28              | 9.86                        | 12         | 2.4                    |
| 3     | Понеділок 20:00 | Fox    | 18       | 23 вересня 2019 | 7.14               | 11 травня 2020  | 7.29               | 2019–20   | 15              | 10.42                       | 6          | 2.3                    |
| 4     | Понеділок 20:00 | Fox    | 14       | 18 січня 2021   | 7.19               | 24 травня 2021  | 6.35               | 2020–21   | 11              | 9.62                        | 8          | 1.7                    |
| 5     | Понеділок 20:00 | Fox    | 18       | 20 вересня 2021 | 5.08               | 16 травня 2022  | 5.55               | 2021–22   | 18              | 8.12                        | 4          | 1.3                    |
| 6     | Понеділок 20:00 | Fox    | 18       | 19 вересня 2022 | 4.82               | 15 травня 2023  | 4.32               | 2022–23   | 19              | 7.12                        | 4          | 1.0                    |
| 7     | Четвер 20:00    | ABC    | 10       | 14 березня 2024 | 4.92               | 30 травня 2024  | 5.19               | 2023–24   | 24              | 6.86                        | 8          | 0.8                    |
| 8     | Четвер 20:00    | ABC    | 18       | 26 вересня 2024 | 4.93               | TBA             | TBD                | 2024–25   | TBD             | TBD                         | TBD        | TBD                    |

## Нагороди
5 сезон був відзначений The ReFrame Stamp за наймання людей із недостатньо представленою гендерною ідентичністю та кольору шкіри.
| Рік  | Нагорода                         | Категорія                                                       | Номінант(и) | Результат  | Примітки        |
| ---- | -------------------------------- | --------------------------------------------------------------- | --- | ---------- | --------------- |
| 2018 | BET Awards                       | Найкраща жіноча роль                                            | Анджела Бассетт | Номіновано | [ 87 ]          |
| 2018 | Teen Choice Awards               | Телешоу Choice Breakout                                         | 9-1-1 | Номіновано | [ 88 ]          |
| 2018 | Teen Choice Awards               | Вибір телевізійної зірки                                        | Олівер Старк | Номіновано | [ 88 ]          |
| 2018 | California on Location Awards    | Місцева команда року — One Hour Television                      | Хізер Гаазе, Спенсер Коутс, Метт Хікман, Джон Холліс, Брук Ківовіц, Конрад Маслен, Лара Массенгілл, Кортні Очоа, Перрі Пірсон, Дженніфер Сміт Досс, Джон Вест, Дон Вінклбауер, Честер Вонг, Майкл Борушек, Бріттані Клаус | Перемога   | [ 89 ]          |
| 2019 | AAFCA TV Awards                  | Кращий виступ — жіночий                                         | Анджела Бассетт | Перемога   | [ 90 ]          |
| 2019 | Black Reel Awards for Television | Видатна актриса, драматичний серіал                             | Анджела Бассетт | Номіновано |                 |
| 2019 | Teen Choice Awards               | Найкращий актор драми                                           | Олівер Старк | Номіновано | [ 91 ]          |
| 2019 | Young Entertainer Awards         | Найкращий запрошений молодий актор у телесеріалі                | Коннор Дін | Номіновано | [ 92 ]          |
| 2020 | BMI Film & TV Awards             | BMI Network Television Awards                                   | Мак Куейл | Перемога   | [ 93 ]          |
| 2020 | NAACP Image Awards               | Найкраща актриса в драматичному серіалі                         | Анджела Бассетт | Перемога   | [ 94 ]          |
| 2021 | People's Choice Awards           | Драма-шоу 2021 року                                             | 9-1-1 | Номіновано | [ 95 ]          |
| 2021 | People's Choice Awards           | Телезірка 2021 року                                             | Анджела Бассетт | Номіновано | [ 95 ]          |
| 2021 | People's Choice Awards           | Телезірка драми 2021 року                                       | Анджела Бассетт | Номіновано | [ 95 ]          |
| 2021 | Critics' Choice Super Awards     | Найкраща жіноча роль у бойовиках                                | Анджела Бассетт | Перемога   | [ 96 ]          |
| 2021 | Critics' Choice Super Awards     | Кращий бойовик                                                  | 9-1-1 | Номіновано | [ 96 ]          |
| 2021 | NAACP Image Awards               | Найкраща актриса в драматичному серіалі                         | Анджела Бассетт | Номіновано | [ 97 ]          |
| 2022 | NAACP Image Awards               | Видатний драматичний серіал                                     | 9-1-1 | Номіновано | [ 98 ] [ 99 ]   |
| 2022 | NAACP Image Awards               | Найкраща актриса в драматичному серіалі                         | Анджела Бассетт | Перемога   | [ 98 ] [ 99 ]   |
| 2022 | BMI Film & TV Awards             | BMI Network Television Awards                                   | Мак Куейл | Перемога   | [ 100 ] [ 101 ] |
| 2022 | California on Location Awards    | Локаційний менеджер року — епізодичне телебачення — одна година | Тім Гіллман | Перемога   | [ 102 ] [ 103 ] |
| 2022 | California on Location Awards    | Місцева команда року — епізодичне телебачення — одна година     | 9-1-1 | Перемога   | [ 102 ] [ 103 ] |
| 2022 | Critics Choice Super Awards      | Найкраща жіноча роль у бойовиках                                | Анджела Бассетт | Номіновано | [ 104 ]         |
| 2022 | Critics Choice Super Awards      | Кращий бойовик                                                  | 9-1-1 | Номіновано | [ 104 ]         |
| 2023 | NAACP Image Awards               | Найкраща актриса в драматичному серіалі                         | Анджела Бассетт | Перемога   | [ 105 ]         |
| 2024 | NAACP Image Awards               | Найкраща актриса в драматичному серіалі                         | Анджела Бассетт | Номіновано | [ 106 ]         |

## Спін-офи
12 травня 2019 року оголошено про створення спін-офу під назвою «9-1-1: Самотня зірка», прем'єра якого відбулася 19 січня 2020 року — одразу після трансляції фіналу чемпіонату NFC — і продовжилася наступного дня, 20 січня. Того ж дня оголошено, що головну роль виконає Роб Лоу. У вересні до акторського складу приєдналися Лів Тайлер, Ронен Рубінштейн, Сірра Макклейн, Джим Перрак, Наташа Карам, Браян Майкл Сміт, Джуліан Воркс та Рафаель Л. Сілва. Через побоювання, пов'язані з COVID-19, Лів Тайлер не повернулася у другому сезоні, а Джина Торрес представлена як постійна героїня.
1 жовтня 2024 року, незабаром після підтвердження того, що п'ятий сезон «9-1-1: Самотня зірка» стане останнім, Райан Мерфі повідомив Вараєті, що для ABC розробляється другий спін-оф 9-1-1. 20 лютого 2025 року телеканал ABC офіційно анонсував новий спін-оф, дія якого розгортатиметься в Нешвіллі, штат Теннессі. Прем'єра запланована на телевізійний сезон 2025—2026 років. 17 березня стало відомо, що Кріс О'Доннелл приєднався до акторського складу, а у квітні — що до нього приєдналася Джессіка Кепшоу.